# River Char
River Char är ett vattendrag i Storbritannien.   Det ligger i riksdelen England, i den södra delen av landet, 210 km väster om huvudstaden London.